# Hive (Singapur)
Hive je budova v Singapuru ležící v areálu Technologické univerzity Nanyang. Budova byla navržena Thomasem Heatherwickem a dokončena v roce 2015.
Budova se skládá z 12 osmipodlažních věží, v nichž se nachází 56 učeben. V budově je zakomponováno 700 kreseb od britské umělkyně Sary Fanelli zobrazující výjevy z vědy, umění a literatury.
Budova obdržela protichůdné recenze.

## Galerie

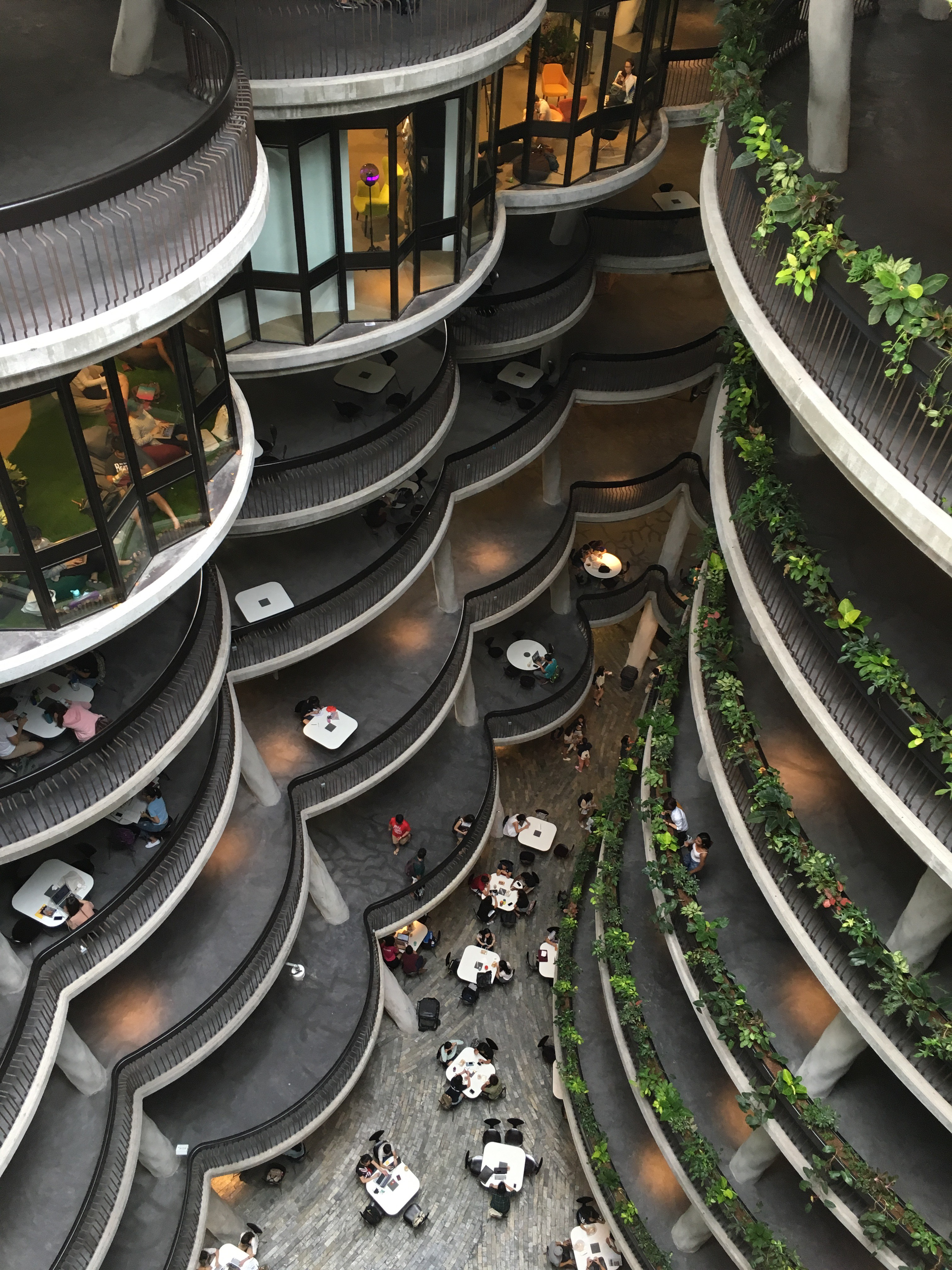
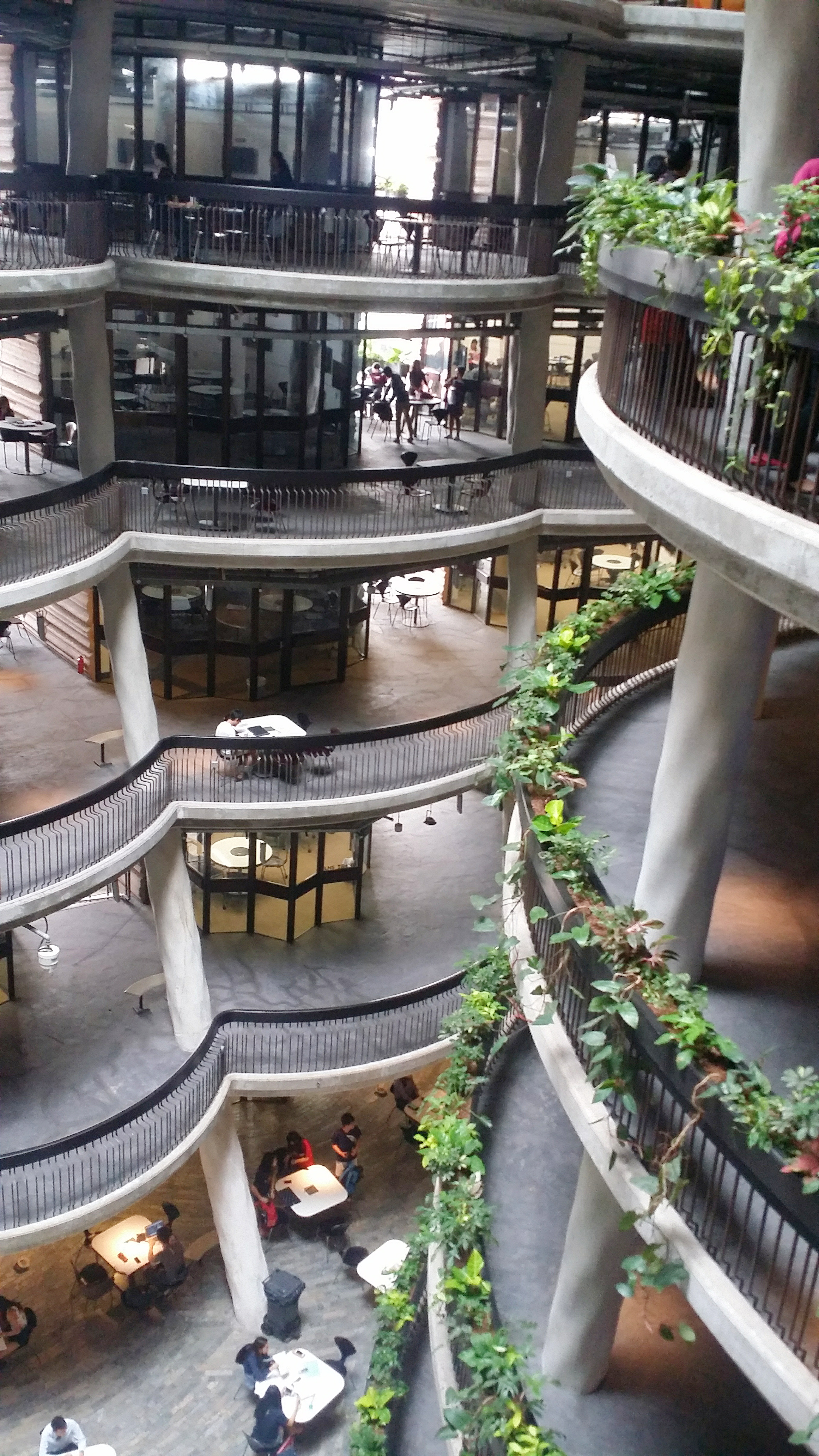